# Станнид бария
Станнид бария — бинарное интерметаллическое неорганическое соединение
бария и олова
с формулой BaSn,
кристаллы.

## Получение
- Сплавление стехиометрических количеств чистых веществ:

{\displaystyle {\mathsf {Ba+Sn\ {\xrightarrow {T}}\ BaSn}}}

## Физические свойства
Станнид бария образует кристаллы
ромбической сингонии,
пространственная группа C mcm,
параметры ячейки a = 0,7065 нм, b = 1,4041 нм, c = 0,4484 нм, Z = 4,
структура типа борида хрома
.
Соединение разлагается при температуре >1200°С.